# Tiszagyulaháza, Hajdú-Bihar
Tiszagyulaháza  este un sat în districtul Hajdúnánás, județul Hajdú-Bihar, Ungaria, având o populație de 765 de locuitori (2011). 

## Demografie
Componența etnică a satului Tiszagyulaháza
     Maghiari (96,6%)
     Romi (1,84%)
     Germani (1,56%)
Componența confesională a satului Tiszagyulaháza
     Romano-catolici (38,95%)
     Fără religie (27,84%)
     Reformați (9,15%)
     Atei (1,31%)
     Greco-catolici (1,05%)
     Necunoscută (21,7%)
     Alte religii (0,78%)
Conform recensământului din 2011, satul Tiszagyulaháza avea 765 de locuitori. Din punct de vedere etnic, majoritatea locuitorilor (96,6%) erau maghiari, existând și minorități de romi (1,84%) și germani (1,56%). Nu există o religie majoritară, locuitorii fiind romano-catolici (38,95%), persoane fără religie (27,84%), reformați (9,15%), atei (1,31%) și greco-catolici (1,05%). Pentru 21,7% din locuitori nu este cunoscută apartenența confesională.